# Autonomisme au Québec
Pour un article plus général, voir Autonomie provinciale.
L'autonomisme au Québec (ou autonomie provinciale) désigne l'idéologie qui prône une décentralisation importante des pouvoirs du gouvernement fédéral canadien vers le gouvernement du Québec, tout en demeurant dans la fédération canadienne. Les autonomistes demandent que le Québec soit responsable de nombreux pouvoirs supplémentaires, notamment en immigration ou en culture.
Historiquement, elle est associée au premier ministre Maurice Duplessis qui, durant son mandat, a réclamé le respect des compétences dévolues au Québec en matière de santé et d'éducation tel que défini dans la Loi constitutionnelle de 1867. Dans les dernières décennies, l'idéologie a été reprise sous une autre forme par l'Action démocratique du Québec. Plusieurs autres partis politiques québécois ont, dans l'histoire, eu des positions autonomistes.
L'autonomisme s'oppose au souverainisme québécois, puisqu'il prône le maintien d'un lien entre le Québec et le Canada. Il diffère aussi du fédéralisme québécois puisqu'il revendique une décentralisation importante des champs de compétence fédéraux envers le Québec. Toutefois, certains fédéralistes sont aussi en faveur d'une décentralisation, tout comme certains souverainistes peuvent voir dans l'autonomisme la première étape d'une accession à une pleine indépendance.

## Historique
Après la création de la fédération canadienne, il y eut diverses tentatives de réforme de la fédération et d'augmentation des pouvoirs provinciaux du Québec avec en tête l'idéal d'un statut particulier du Québec dans le Canada. Honoré Mercier fut le premier homme politique québécois à exiger une telle forme d'autonomie. Il s'opposait particulièrement au droit de veto que le gouvernement canadien possédait sur les assemblées législatives provinciales. D'ailleurs, le gouvernement Mercier invita, en 1887, les premiers ministres des provinces à la première conférence interprovinciale de l'histoire de la Confédération à Québec afin de discuter de moyens à prendre pour limiter les ingérences fédérales dans les compétences provinciales. Ce courant du nationalisme québécois s'appela parfois « autonomie provinciale », quand on ne l'appelait pas simplement « nationalisme » (par équivoque).
Lorsque Adélard Godbout accepta les investissements sociaux du gouvernement fédéral lors de la Seconde Guerre mondiale cela fut difficilement accepté par les partisans de l'autonomie.
Pour renverser le cours des événements, Maurice Duplessis alla jusqu'à refuser des dons fédéraux faits aux universités québécoises, ce qui fut l'objet de longs débats pendant les années 1950. Après sa mort, le gouvernement québécois a accru son financement dans les champs culturels et sociaux pour montrer qu'il était pleinement autonome dans ces secteurs.
L'autonomie provinciale a été résumée par la formule « Un Québec indépendant dans un Canada fort », expression employée par Yvon Deschamps pour décrire l'ambiguïté politique des Québécois.
L'application contemporaine de la doctrine Gérin-Lajoie correspond à ce besoin d'autonomie souvent exprimé dans la province de Québec pour le respect de ses compétences constitutionnelles en matière de culture sur le plan international.
Le Parti québécois adopta une politique autonomiste de 1980 à 1981 quand il participa à la réforme constitutionnelle entamée par le gouvernement fédéral du Canada (de Trudeau). À partir de 1984, le premier ministre de l'époque, René Lévesque, a décidé d'appuyer à nouveau la réforme de la fédération (celle de Mulroney), dans ce qu'il appela le Beau risque. Cette position se poursuivit à l'époque du chef Pierre-Marc Johnson jusqu'au départ de celui-ci en 1987-1988.
De même, le Parti libéral du Québec (PLQ), au début des années 1990, a eu une politique constitutionnelle qui prônait une grande décentralisation des pouvoirs. En 1991, le PLQ adopta le Rapport Allaire qui demandait au gouvernement fédéral le rapatriement d'un grand nombre de pouvoirs vers le Québec. À la suite de l'échec de l'Accord de Charlottetown en 1992, le parti est toutefois retourné a une idéologie fédéraliste.
L'Action démocratique du Québec (1991), fondée par des conservateurs du PLQ, a été le premier parti à utiliser exactement le terme « autonomisme ». L'autonomisme au Québec consiste à rechercher une solution mitoyenne entre le maintien intégral de la fédération canadienne et la souveraineté du Québec.

## Idéologie
Au Canada, l'autonomisme est une idéologie présente au Québec. Il ne s'oppose pas nécessairement au fédéralisme mais à l’indépendantisme d’une province, voire au souverainisme. L’autonomisme souhaite une décentralisation importante des pouvoirs fédéraux vers le gouvernement québécois. Il se différencie de l'idéologie fédéraliste souhaitant une modification importante de la constitution canadienne pour augmenter les pouvoirs du Québec.
La distinction historique du Québec, par rapport aux autres provinces dans le Canada, a conduit à l’élection, en 1936, de l’Union nationale qui adopta le fleurdelysé comme drapeau national du Québec en 1948 alors que l'unifolié canadien n’existe que depuis 1965. L’Union nationale dota également le Québec de sa propre structure fiscale avec son propre impôt, tenant tête à Ottawa qui souhaitait que le Québec signe les accords fiscaux de 1947, lesquels, faisant écho aux recommandations du rapport de la Commission Rowell-Sirois, octroyaient au fédéral la totalité du prélèvement des impôts particuliers en territoire canadien. Malgré sa nature nationaliste, prônant l'autonomie des provinces, l'Union nationale est restée un parti fédéraliste. Bien que certains de ses chefs envisagèrent l'idée de la souveraineté du Québec (Duplessis, Johnson et Biron), aucun n'a pu, ou n'a voulu, se rendre jusqu'au bout de cette démarche.
Le Parti québécois naîtra à la suite des turbulences de la Révolution tranquille. Il est le fruit d'intenses négociations entre les chefs des trois principaux mouvements politiques indépendantistes québécois durant l'année 1968. Au fil des ans, son programme a glissé vers un discours souverainiste. «Depuis sa fondation, le Parti québécois a vécu avec un euphémisme en utilisant le mot "souveraineté" au lieu d’"indépendance" et dans un 2e temps, que la gouvernance dite "souverainiste" n’était qu’une technique de propagande utilisant un glissement sémantique comme slogan pour camoufler sa véritable nature.» Le journaliste Pierre Cloutier «démontre que les moyens utilisés par la gouvernance dite "souverainiste" n’est qu’une forme d’autonomisme provincial québécois-canadien… qui n’a rien à voir avec l’indépendance d’un peuple ou d’une nation.»
En bout de ligne, l'autonomisme québécois a surtout été défendu par la défunte Action démocratique du Québec (ADQ). L'ADQ a été fondée en 1994 par un groupe de nationalistes qui appuyaient le « rapport Allaire », un document qui prônait un système de fédéralisme décentralisé qui accroîtrait de façon importante les pouvoirs du gouvernement du Québec.
Après l'échec de l'Accord du lac Meech (1987), que plusieurs percevaient comme un rejet du Québec, le Parti libéral du Québec adopte le rapport Allaire en tant que politique constitutionnelle officielle. Toutefois, le parti écarte finalement ce rapport en 1992 au profit de l'Accord de Charlottetown (1992). Cet accord aurait reconnu le Québec comme une société distincte au sein du Canada, mais la réforme du fédéralisme canadien y était beaucoup plus modeste.
Avec la fusion de l’ADQ et du parti Coalition avenir Québec, le parti Équipe autonomiste, une nouvelle formation politique, fondée le 21 mars 2012, a conservé l’idéologie autonomiste de l’ADQ, mais allant jusqu’à proposer une confédération avec la fédération canadienne existante, permettant à la province de rester autonome tout en faisant partie du Canada, telle que suggérée par ceux des Pères de la Confédération qui favorisaient plutôt des droits solides pour les provinces lors des Conférences de Québec de 1864, avant que la constitution de la fédération canadienne ne soit signée en 1867. Équipe autonomiste se fait donc la porteuse actuelle d’un certain «confédérationnisme».

## Partis politiques clairement autonomistes

### Union nationale
L'Union nationale est souvent identifiée à l'idéologie autonomiste. Prônant le maintien d'un lien avec le Canada, l'Union nationale, notamment sous Maurice Duplessis, a revendiqué le respect des compétences provinciales du Québec et l'affirmation d'une plus grande autonomie québécoise au sein de la fédération canadienne.
L'un des premiers ministres unionistes, Daniel Johnson avait envisagé la possibilité de promouvoir la souveraineté du Québec dans son livre Égalité ou indépendance.

### Action démocratique du Québec
L'Action démocratique du Québec (ADQ) est le parti politique québécois ayant le plus développé l'idée de l'autonomisme au Québec. À la suite de l'échec de l'Accord de Charlottetown en 1992, un groupe de dissidents du Parti libéral du Québec quittait le parti pour en fonder un autre, critiquant la position fédéraliste de leur parti. Fondé en 1994, l'ADQ a donc été le parti moteur pour le développement de l'idéologie autonomiste, c'est-à-dire une position mitoyenne entre le fédéralisme et le souverainisme.
Le parti a tout de même appuyé le camp du « OUI » au référendum de 1995, mais il a défendu sa position en expliquant qu'il souhaitait que le principe d'un partenariat avec le Canada soit inclus dans la question référendaire. L'ADQ a par la suite demandé un moratoire sur les référendums portant sur la souveraineté du Québec.
La position autonomiste de l'ADQ s'appuie grandement sur le Rapport Allaire, document à la base de la fondation du parti. L'Action démocratique du Québec propose le rapatriement d'un grand nombre de pouvoirs du gouvernement fédéral vers le gouvernement québécois.

### Coalition avenir Québec
La Coalition avenir Québec, fondée en 2011, avait initialement annoncé son intention de ne pas prendre position sur le débat constitutionnel québécois. Toutefois, à la suite de négociations visant à fusionner avec l'Action démocratique du Québec, elle s'est dite prête à épouser la cause de l'autonomisme.

### Équipe autonomiste
En 2012, le parti Équipe autonomiste tente de reprendre le flambeau de l'Action démocratique du Québec à la suite de la fusion de cette dernière avec Coalition avenir Québec peu encline à se prononcer formellement sur une option autonomiste.